# Chiến dịch Mo
Chiến dịch Mo ( MO作戦 Mo Sakusen) hay Chiến dịch Port Moresby là tên cho một kế hoạch của Đế quốc Nhật Bản nhắm chiếm quyền kiểm soát Lãnh thổ New Guinea thuộc về nước Úc trong Thế chiến II và các khu vực khác thuộc Nam Thái Bình Dương hướng tới mục tiêu cô lập nước Úc và New Zealand khỏi đồng minh Hoa Kỳ. Kế hoạch này được lập do Hải quân Đế quốc Nhật Bản và được Đô Đốc Isoroku Yamamoto, tư lệnh Hạm đội Liên hợp ủng hộ. Chiến dịch này đã hoàn toàn thất bại.

## Bối cảnh
Khi Hải quân Đế quốc Nhật Bản đang lên kế hoạch cho chiến dịch New Guinea (các cuộc không kích nhắm vào Lae và Salamaua, các cuộc đổ bộ lên Huon Gulf, New Britain (Rabaul), New Ireland (Kavieng), Finch Harbor (còn gọi là Finschhafen), và việc chiếm được Morobe và Buna), các nhà chiến lược đã chỉ ra những lãnh thổ này sẽ được làm bàn đạp cho cuộc tấn công Port Moresby. Bản kế hoạch được trình lên ban hành động Hải quân Nhật chỉ huy là Đô đốc Chūichi Nagumo, sau khi kết thúc chiến dịch Java. Một bước tiến quan trọng khác là việc chiếm Đảo Christmas ở phía nam Java. Ban Tham mưu Hải quân Nhật đã xem xét chiến dịch Mo từ năm 1938, như là 1 bước nhằm cô lập vùng biển phía nam của Khối Thịnh vượng chung Đại Đông Á (大東亜共栄圏 Dai-tō-a Kyōeiken).

## Chiến lược
Chỉ thị cho Chiến dịch Mo được hình thành vào năm 1938, nhưng không có thời gian thực hiện cụ thể, mà phải đợi cho đến khi quân Nhật giành thắng lợi ở khu vực phía nam trong giai đoạn một và hai của cuộc viễn chinh.
Tháng 4, 1942, chiến dịch được phân thành bốn bước hành động lớn được thông quan bởi Ban chỉ huy Lục quân và Hải quân:
- Ngày 3 tháng 5, Lực lượng Đặc nhiệm Khinh binh chiếm cảng Tulagi, gần Guadalcanal thuộc Quần đảo Solomon, nhằm lập một căn cứ cho thủy phi cơ và căn cứ cho các chiến dịch ở vùng Biển Coral. Lực lượng này còn có nhiệm vụ chiếm đảo Nauru và đảo Banaba (Thái Bình Dương) nhằm kiểm soát trữ lượng phosphate giá trị ở đây.
- Ban Biển phía Nam đổ bộ lên Port Moresby vào ngày 7 tháng 5, một lực lượng khác chiếm lấy quần đảo Louisiade cho một căn cứ thủy phi cơ.
- Mục tiêu khác của Ban này là tấn công New Caledonia, Fiji, và Samoa. IGHQ đã đề ra 2 mục tiêu đồng thời: chiếm và canh giữ Port Moresby, phối hợp với Hải quân bao vây cái vị trí trọng yếu ở Đông New Guinea.